# Командування сил спеціальних операцій (Україна)
Командування сил спеціальних операцій (КССпО, в/ч А0987) — орган військового управління окремим родом сил Збройних сил України, у складі якого частини спеціального призначення і підрозділи інформаційно-психологічних спеціальних операцій.

## Історія
2007 року міністр оборони України Анатолій Гриценко підписав директиву про формування Управління ССО, як окремого структурного підрозділу Генерального штабу ЗСУ. Очолив управління Юрій Серветник, який був розробником концепції діяльності ССО. Підрозділ існував до 2012 року.
20 квітня 2015 року Сергій Кривонос (начальник Управління спеціальних операцій Генштабу) повідомив про те, що у Генеральному штабі ЗСУ підтримали пропозицію створити окрему структуру ССО, яка буде в підпорядкуванні Міністерству оборони України.
Командувачем Управління Сил спеціальних операцій ЗСУ 5 січня 2016 року був призначений генерал-майор Ігор Луньов. 
16 червня 2016 року Верховна Рада України дозволила створити ССО та Високомобільні десантні війська. 3 березня 2018 року Президент України затвердив Положення «Про сили Спеціальних операцій ЗСУ».

## Структура
Станом на 2020 рік, в підпорядкуванні Командування знахотяться два полки, один окремий батальйон, одна авіаційна ескадрилья, сім центрів (в тому числі 4 - ЦІПСо, по одному - морських операцій, навчальному та спеціальних операцій).
Частини управління й бойового забезпечення
Командування ССО (м. Київ)
- 99-й окремий батальйон управління та забезпечення (м.Бердичів Житомирська область)
- 142-й навчально-тренувальний центр (м. Бердичів Житомирська область)

Частини інформаційно-психологічного протиборства
- 16-й центр інформаційно-психологічних операцій (Гуйва Житомирська область)
- 72-й центр інформаційно-психологічних операцій (м. Бровари Київська область)
- 74-й центр інформаційно-психологічних операцій (м. Львів)
- 83-й центр інформаційно-психологічних операцій (м. Одеса)

Частини спеціального призначення (сухопутні)
- 3-й окремий полк спеціального призначення імені князя Святослава Хороброго (м. Кропивницький)
- 8-й окремий полк спеціального призначення (м. Хмельницький)
- 140-й центр спеціального призначення (м. Хмельницький)

Частини спеціального призначення (морські)
73-й морський центр спеціальних операцій (м.Очаків Миколаївська область)
Частини спеціального призначення (авіаційні)
35-та змішана авіаційна ескадрилья (АвБ Гавришівка м. Вінниця)

## Командування
Командувач ССО
- генерал-лейтенант Луньов Ігор Васильович (05 січня 2016 р. — 25 серпня 2020 р.)[2][3]
- генерал-майор Галаган Григорій Анатолійович (2020-2022)[4]
- генерал-майор Хоренко Віктор Олександрович (з 25 липня 2022 року - 3 листопада 2023 року)[5]
- полковник Лупанчук Сергій Костянтинович (3 листопада 2023 року - 9 травня 2024 року)[6]
- Генерал-майор Трепак Олександр Сергійович (9 травня 2024 року)[7]

Начальник штабу — перший заступник командувача
- генерал-майор Кривонос Сергій Григорович (05 січня 2016 р. — 12 березня 2019 р.)
- бригадний генерал Нечаєв Олег Олександрович (з липня 2019)[8]
- Бригадний генерал Трепак Олександр Сергійович (Наприкінці 2020 року)